# Boštjan Kostanjšek
‎Boštjan Kostanjšek, slovenski častnik, * 23. januar 1954, Radovljica.
Stotnik Kostanjšek je inštruktor v Gorski šoli SV.

## Vojaška kariera
- inštruktor, Gorska šola SV (2002)

## Odlikovanja in priznanja
- bronasti znak usposobljenosti SV - vojaški gornik (1. junij 2001)
- srebrni znak usposobljenosti SV - vojaški alpinist (1. junij 2001)
- zlati znak usposobljenosti SV - vojaški gorski vodnik (1. junij 2001)
- srebrni znak usposobljenosti SV - vojaški reševalec (1. junij 2001)
- zlati znak usposobljenosti SV - vojaški reševalec (1. junij 2001)
- srebrni znak usposobljenosti SV - vojaški smučarski učitelj (1. junij 2001)